# Passerell de Warsangli
El passerell de Warsangli (Linaria johannis) és una espècie d'ocell de la família dels fringíl·lids (Fringillidae) del mateix gènere que el passerell comú, habitual als Països Catalans.

## Descripció
- Fa uns 13 cm de llargària, amb potes i bec gris.[2]
- El mascle és gris pel dors i blanquinós per les parts inferiors. Capell, clatell i costats del coll de color gris. Flancs ocres. Ala i cua negres amb bandes alars blanques.Carpó bru rojenc amb vires més fosques.
- Femella similar al mascle, amb colors més apagats.

## Hàbitat i distribució
Habita boscos i zones de matoll de les muntanyes de la regió de Warsangli, al nord de Somàlia.

## Reproducció
La femella fa el niu sobre un matoll, generalment espinós, amb herbes, folrant-lo de pels d'animal. Allí pon quatre ous de color blanc blavenc amb taques brunes. Els pollets naixen als tretze dies i són alimentats pels pares amb llavors fresques i petits insectes. Freqüentment fan dues postes anuals.